# 須坂市文化会館
須坂市文化会館（すざかしぶんかかいかん）は、長野県須坂市にある多目的ホール。愛称はメセナホール（Mesena Hall）。

## 概要
1962年に開館した旧須坂市民会館の老朽化が進んだため、1987年から新たな文化会館の建設計画を策定し、1991年に現在地に開館した。須坂市が設置し、管理運営は一般財団法人須坂市文化振興事業団が行う（指定管理者制度）。1999年以降は信州岩波講座の会場となっている。構造は地上2階・地下１階。

## 施設・客席数
- 大ホール：1,124席
  - 楽屋（4室）
- 中ホール：305席
  - 楽屋（2室）
  - 練習室（2室）
  - リハーサル室
  - 会議室（2室）
- オーケストラピット
- 親子室
- 市民プラザ
- 管理事務室

## 利用情報
- 利用時間は9時から17時まで
- 休館日は毎週月曜日、休日の翌日、年末・年始(12月29日～1月3日)

## 交通アクセス
- 長野電鉄須坂駅から徒歩約20分
- 上信越自動車道須坂長野東I.C.から車で約10分